# Tillyschanz

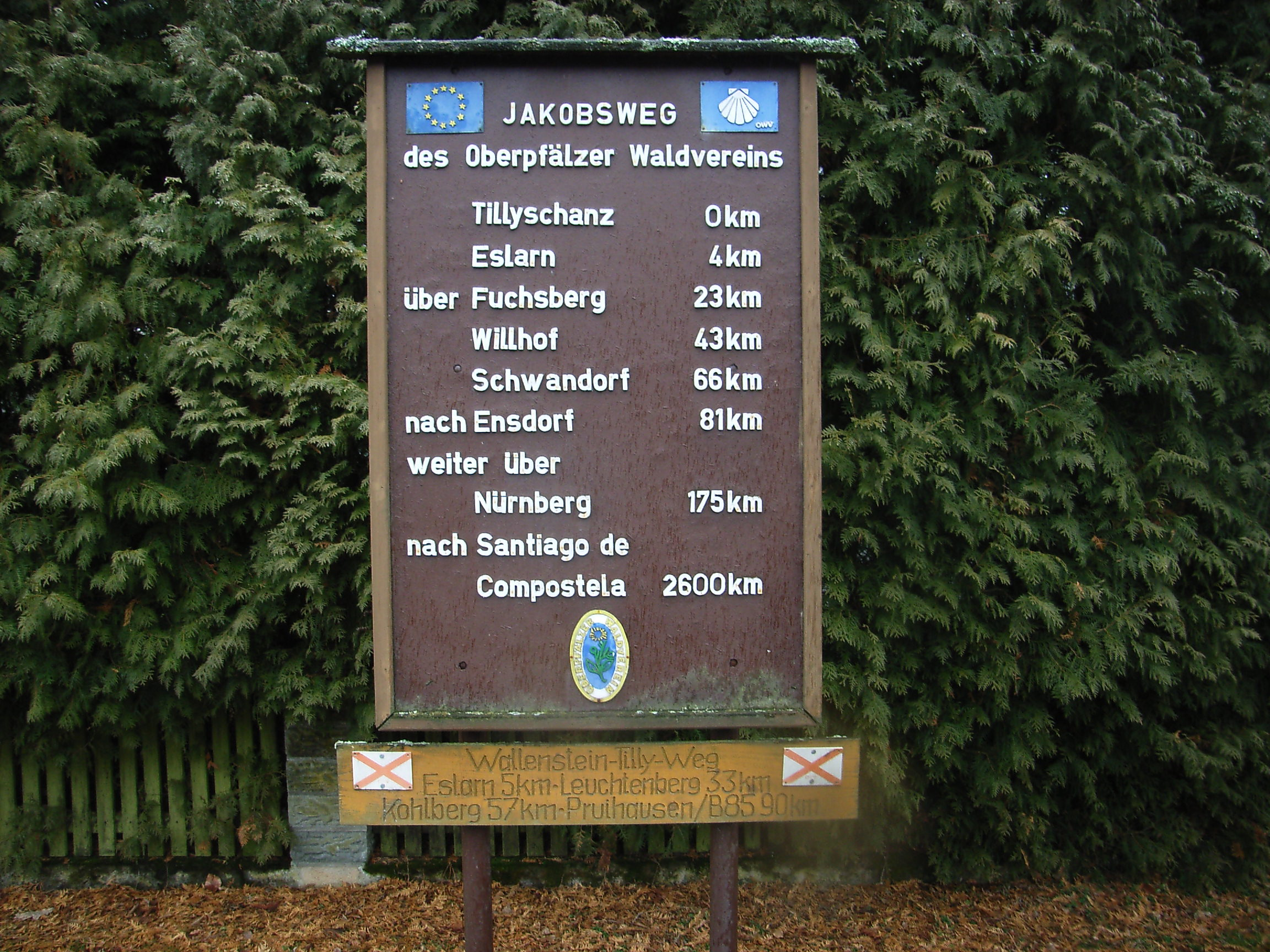
Tillyschanz Jakobsweg-Infotafel

Tillyschanz ist ein Ortsteil des Marktes Eslarn im Oberpfälzer Landkreis Neustadt an der Waldnaab, Bayern und Grenzübergang nach Tschechien.

## Geographische Lage
Der Weiler Tillyschanz liegt ungefähr 4,5 Kilometer östlich von Eslarn direkt an der deutsch-tschechischen Grenze. Die Staatsstraße 2155 verläuft von Eslarn durch Tillyschanz nach Tschechien und setzt sich dort fort als Straße Nr. 197 durch das Grenzdorf Železná (deutsch: Eisendorf) nach Bělá nad Radbuzou (deutsch: Weißensulz).

## Geschichte
1611 wurden auf Befehl der Amberger Regierung Bodenschanzen zum Schutz gegen Überfälle aus Böhmen errichtet. Diese Grenzbefestigungen ließ der Feldherr Johann t’Serclaes von Tilly während des Dreißigjährigen Krieges 1621 verändern. Tilly lag in diesem Jahr bei Roßhaupt (Rozvadov) den Truppen des Grafen Ernst von Mansfeld gegenüber. Mit den Veränderungen wollte er seine Flanken sichern. Die Schanzen wurden mehr nach Westen ausgerichtet.
Der Name Tillyschanz und die Überreste der Schanzen zu beiden Seiten der Straße zeugen von diesen Vorgängen.
Zum Stichtag 23. März 1913 (Osterfest) wurde Tillyschanz als Teil der Pfarrei Eslarn mit 3 Häusern und 19 Einwohnern aufgeführt.
Am 31. Dezember 1990 hatte Tillyschanz 13 Einwohner und gehörte zur Pfarrei Eslarn.

## Kultur und Sehenswürdigkeiten
Teile der ehemaligen Feldbefestigung können bis heute besichtigt werden und es gibt dazu
Informationstafeln, die der Oberpfälzer Waldverein aufgestellt hat.
Über die Tillyschanz führen der Wallenstein-Tilly-Weg und zahlreiche weitere Wanderwege. Eine Route des Jakobswegs kommt von Prag über Bělá nad Radbuzou nach Tillyschanz, in Tschechien als I 24 markiert. In Tillyschanz schließt sich der Fränkische Jakobsweg an, der mit einer weißen Muschel auf hellblauem Grund markiert ist. Direkt am Grenzübergang gibt es eine Informationstafel zum Jakobsweg. Nächste Ortschaft am Fränkischen Jakobsweg ist Eslarn.